# Ніл Тейлор
Ніл Тейлор (англ. Neil Taylor, нар. 7 лютого 1989, Сент-Асаф, Уельс) — валлійський футболіст, захисник національної збірної Уельсу.
Виступав, зокрема, за клуб «Суонсі Сіті», а також олімпійську збірну Великої Британії.

## Клубна кар'єра
У дорослому футболі дебютував 2007 року виступами за «Рексем», в якому провів три сезони, взявши участь у 76 матчах чемпіонату. Більшість часу, проведеного у складі «Рексема», був основним гравцем захисту команди.
Своєю грою за цю команду привернув увагу представників тренерського штабу клубу «Суонсі Сіті», до складу якого приєднався 2010 року. Відіграв за валійську команду наступні сім сезонів своєї ігрової кар'єри. Більшість часу, проведеного у складі «Суонсі Сіті», був основним гравцем захисту команди.
До складу клубу «Астон Вілла» приєднався 31 січня 2017 року.
28 травня 2021 року «Астон Вілла» оголосила, що влітку Тейлор покине клуб через закінчення контракту. За 4,5 роки відіграв за команду з Бірмінгема 103 матчі в усіх турнірах.

## Виступи за збірні
2005 року дебютував у складі юнацької збірної Уельсу, взяв участь у 15 іграх на юнацькому рівні.
Протягом 2007–2010 років залучався до складу молодіжної збірної Уельсу. На молодіжному рівні зіграв у 13 офіційних матчах.
2012 року захищав кольори олімпійської збірної Великої Британії на Олімпійських іграх 2012 року у Лондоні.
23 травня 2010 року дебютував в офіційних матчах у складі національної збірної Уельсу в грі проти збірної Хорватії.
Наразі провів у формі головної команди Уельсу 43 матчі.
2012 року захищав кольори олімпійської збірної Великої Британії. У складі цієї команди провів 5 матчів. У складі збірної — учасник футбольного турніру на Олімпійських іграх 2012 року у Лондоні.